# Nižný Orlík
Nižný Orlík é um município da Eslováquia, situado no distrito de Svidník, na região de Prešov. Tem 9,32 km² de área e sua população em 2018 foi estimada em 321 habitantes.

## Demografia
| Ano:        | 1994 | 2004   | 2014    | 2024   |
| ----------- | ---- | ------ | ------- | ------ |
| Broj ljudi: | 262  | 257    | 309     | 334    |
| Razlika:    |      | -1,90% | +20,23% | +8,09% |

| Ano:               | 2023 | 2024   |
| ------------------ | ---- | ------ |
| Número de pessoas: | 318  | 334    |
| Diferença:         |      | +5,03% |